# Mária Holešová
Mária Holešová (Nagybiccse, 1993. április 24. –) szlovák válogatott kézilabdázó.

## Pályafutása

### Klubcsapatokban
Mária Holešová pályafutása kezdetén a Slávia Partizánske és az MHK Bytča csapataiban kézilabdázott. 2013-ban lett a nagymihályi IUVENTA Michalovce csapatának tagja. A klubbal négyszer nyert bajnoki címet és ugyanennyiszer végzett első helyen a cseh-szlovák közös rendezésű Interliga-sorozatban is. 2018-ban a Podravka Koprivnica igazolta le, a klub színeiben a Bajnokok Ligájában hat mérkőzésen tizenötször, míg az EHF-kupában nyolc mérkőzésen huszonegyszer talált az ellenfelek kapujába. 2019 nyarától a Mosonmagyaróvári KC balszélsője.

### A válogatottban
A szlovák válogatottban 2015-ben mutatkozott be.

## Sikerei, díjai
- Interliga-győztes: 2014, 2015, 2016, 2017[4]

- Szlovák bajnok: 2014, 2015, 2016, 2017[4]